# Eddie Carroll
Eddie Carroll (Smoky Lake, 5 de septiembre de 1933-Woodland Hills, 6 de abril de 2010) fue un actor canadiense, más conocido por ser el tercer intérprete que puso la voz a Pepito Grillo, papel que interpretó durante más de 35 años.

## Carrera profesional
En Canadá, Carroll estudió en el teatro Orion con su compañero Robert Goulet. Tras trasladarse a Hollywood en 1956 para trabajar en la NBC como guionista y productor, viviendo como extranjero residente en Estados Unidos, fue reclutado por el ejército estadounidense. Actuó en el Servicio de Radio de las Fuerzas Armadas y en el 6º Coro del Ejército. En 1959, adoptó el nombre profesional de Eddie Carroll. En 1960, Carroll publicó un álbum de comedia, "On Fraternity Row". En 1962, coescribió la canción "How Is Julie?", que fue grabada por The Lettermen. A partir de principios de la década de 1960, Carroll apareció en numerosos programas de televisión y anuncios publicitarios. En 1970, él y su socio Jamie Farr desarrollaron y sindicaron un programa de tertulia deportiva, "Man to Man", a través de MGM Television, y no mucho después una serie de animación los sábados por la mañana para Hanna-Barbera, The Amazing Chan and the Chan Clan.
Jiminy Cricket as Eddie Carroll singing the Christmas song called “From All of Us to All of You”, “Kris Kringle” “When You Wish Upon A Star” and “O Holy Night”.
Carroll asumió el papel de Pepito Grillo para Walt Disney Productions en 1973, tras la muerte del actor de voz original Cliff Edwards en 1971, y un breve paso de Clarence Nash. Desde 1983 hasta su muerte en 2010, viajó con dos espectáculos unipersonales que representaban al cómico Jack Benny: "A Small Eternity with Jack Benny" y "Jack Benny: Laughter in Bloom". De 1995 a 1996, Carroll estuvo de gira con una producción de La extraña pareja. En los últimos años, asistió a numerosas convenciones y reuniones tanto de fans de Disney como de devotos de la radio antigua.
Eddie Carroll era a veces conocido como Eddy Carroll. No debe confundirse con el músico británico de big band Eddie Carroll.

## Vida personal y muerte
Carroll se casó con su esposa Carolyn Springer el 7 de abril de 1963; juntos tuvieron dos hijos, Tina y Leland.
El 6 de abril de 2010, Carroll falleció a causa de un tumor cerebral en el Motion Picture & Television Country House and Hospital de Woodland Hills, California, a la edad de 76 años, justo un día antes de su 47.º aniversario de boda.

## Filmografía

### Televisión
| Año     | Título                            | Role                    | notas                                                         |
| ------- | --------------------------------- | ----------------------- | ------------------------------------------------------------- |
| 1963    | El Teniente                       | Martín                  | Episodio: "¡Alerta!"                                          |
| 1963–67 | El palacio de Hollywood           | Él mismo                | varios episodios                                              |
| 1966    | Gomer Pyle, USMC                  | Sargento Lubik          | 2 episodios                                                   |
| 1966    | El último de los agentes secretos | Chico de pizarra        | sin acreditar                                                 |
| 1966    | Misión imposible                  | fotógrafo callejero     | Episodio: "Memoria"                                           |
| 1967    | Esa chica                         | Sheldon                 | Episodio: "Tienes que conocer a alguien para ser desconocido" |
| 1967    | El show de Andy Griffith          | Empleado del aeropuerto | Episodio: "Un viaje a México"                                 |
| 1967    | Judd para la defensa              | Arte riley              | Episodio: "Amar y permanecer mudo"                            |
| 1970–71 | El show de Don Knott              | Él mismo                | 3 episodios                                                   |
| 1972    | Sanford e hijo                    | Barman                  | Episodio: "Feliz cumpleaños, papá"                            |
| 1973    | El show de Mary Tyler Moore       | Maestro de ceremonias   | Episodio: "Pon una cara feliz"                                |
| 1973    | La chica con algo extra           | Segundo distribuidor    | Episodio: "Qué verde era Las Vegas"                           |
| 1973–75 | maude                             | Conde / Eddie / Harry   | 3 episodios                                                   |
| 1977    | El maravilloso mundo del color    | Pepe Grillo (voz)       | Episodio: "De todos nosotros a todos ustedes"                 |
| 2000    | Frasier                           | Lee Zeplowitz           | Episodio: "El hijo malo"                                      |
| 2001-02 | La casa del ratón de Disney       | Pepe Grillo (voz)       | 3 episodios                                                   |

### Películas
| Año  | Título                                                   | Role                                                     | notas         |
| ---- | -------------------------------------------------------- | -------------------------------------------------------- | ------------- |
| 1979 | Partes: El Clonus Horror                                 | Médico                                                   |               |
| 1983 | Cuento de Navidad de Mickey                              | Fantasma de las Navidades pasadas (Jiminy Cricket) (voz) |               |
| 1986 | La Navidad de Jiminy Cricket                             | Pepe Grillo (voz)                                        | sin acreditar |
| 1987 | Disney Sing-Along-Songs: Las necesidades básicas         | Pepe Grillo (voz)                                        |               |
| 1988 | Disney Sing-Along-Songs: Muy Feliz Navidad Canciones     | Pepe Grillo (voz)                                        |               |
| 1992 | Disney Sing-Along-Songs: Sé nuestro invitado             | Pepe Grillo (voz)                                        |               |
| 1993 | Disney Sing-Along-Songs: Amigo como yo                   | Pepe Grillo (voz)                                        |               |
| 1994 | Disney Sing-Along-Songs: Círculo de la vida              | Pepe Grillo (voz)                                        |               |
| 2001 | La Navidad Mágica de Mickey: Nevado en la Casa del Ratón | Pepe Grillo (voz)                                        |               |

### Videojuegos
| Año  | Título                                                | Role              | notas                  |
| ---- | ----------------------------------------------------- | ----------------- | ---------------------- |
| 1999 | La venganza de los villanos de Disney                 | Pepe Grillo (voz) |                        |
| 2000 | Walt Disney World Quest: Recorrido mágico de carreras | Pepe Grillo (voz) |                        |
| 2002 | corazones del reino                                   | Pepe Grillo (voz) |                        |
| 2006 | corazones del reino ii                                | Pepe Grillo (voz) |                        |
| 2008 | Kingdom Hearts Re:Cadena de recuerdos                 | Pepe Grillo (voz) | Rol final              |
| 2013 | Kingdom Hearts HD 1.5 Remix                           | Pepe Grillo (voz) | Archivo de grabaciones |
| 2014 | Kingdom Hearts HD 2.5 Remix                           | Pepe Grillo (voz) | Archivo de grabaciones |